# 4-カフェオイル-1,5-キニド
4-カフェオイル-1,5-キニド (4-カフェオイルキナ-1,5-ラクトン or 4-CQL) はクロロゲン酸ラクトンの一種で、天然には焙煎したコーヒー豆から発見されている。
焙煎工程で4-O-カフェオイルキナ酸をラクトン化することにより生じる。

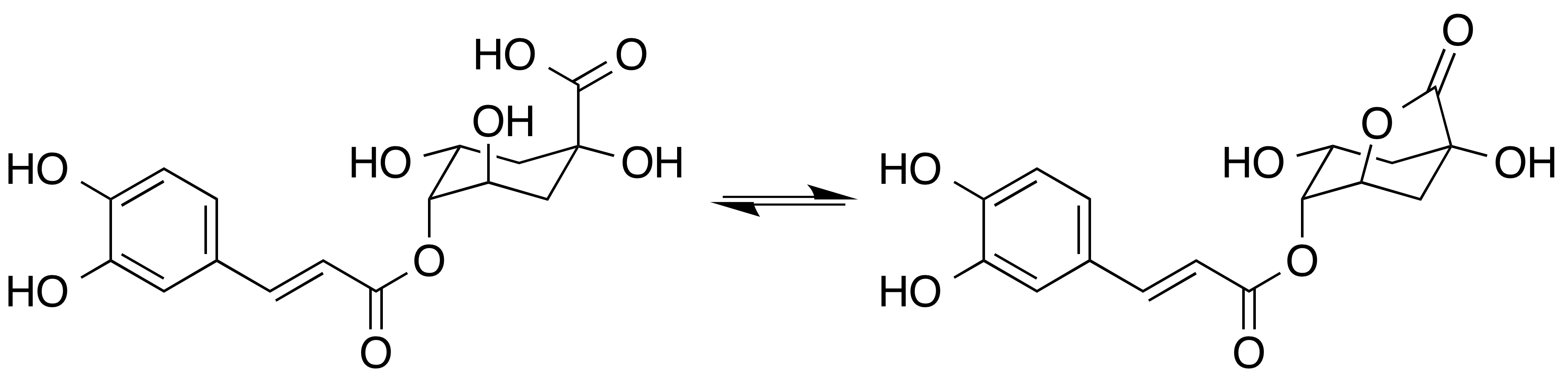
4-O-カフェオイルキナ酸を加熱しラクトン化することにより、4-CQLが生じる

マウスを使った動物実験では、オピオイドの拮抗作用が報告されている。

## コーヒーの苦み成分
2006年、ミュンヘン工科大学のトマス・ホフマン（Thomas Hofmann）は、コーヒーの生豆を単独で加熱したときに生じる成分のうち、クロロゲン酸加熱生成物がコーヒーらしい苦味を持つ成分、コーヒー酸加熱生成物はエスプレッソにみられる苦味と渋みを持つことを突き止めた。さらに前者からクロロゲン酸ラクトン類（CQL）、後者からビニルカテコール・オリゴマー（VCO）の二つの物質群を発見した。いずれもしきい値は10～20mg/lで、通常のコーヒーにもカフェインレスコーヒー中にも閾値の40倍ほど含まれる。未加熱の生豆中には存在せず、焙煎により先ずCQLが増加する。中煎りを過ぎるとCQLは減少し、代わってVCOが増加する。